# Château de Creully
Le château de Creully est un ancien château fort, dont l'origine remonte au XIIe siècle et remanié à plusieurs reprises, qui se dresse sur le territoire de l'ancienne commune française de Creully, dans le département du Calvados, en région Normandie.
Le château, propriété de la ville de Creully depuis 1946, est classé au titre des monuments historiques.

## Localisation
Le château est situé près de la Seulles, à l'extrémité du plateau qui porte le village, dominant un vallon, à 150 mètres au nord de l'église de Creully, au sein de la commune nouvelle de Creully sur Seulles, dans le département français du Calvados.

## Historique
Le château aurait été fondé au Xe siècle, par un fils ou neveu de Rollon.
Vingt-deux barons de la même famille vont se succéder dans le château de 1035 à 1682[réf. nécessaire]. Hamon le Dentu, sire de Creully fit partie du complot visant à assassiner en 1046, le jeune duc de Normandie Guillaume le Bâtard, ce qui laisse suggérer qu'un château existait déjà à cette époque. Hamon meurt en 1047 sur le champ de bataille de Val-ès-Dunes, et son château est abattu. Son petit-fils, Robert Fitz Haimon maintenu en possession du domaine, est, après la bataille d'Hastings en 1066, pourvu des comtés de Gloucester et de Bristol. Sa fille Mabel (Mabille) FitzRobert de Gloucester épouse Robert de Gloucester à qui elle apporte les seigneuries de Creully, Torigny et Gloucester. C'est Mabille qui fera construire les premières parties du château actuel.

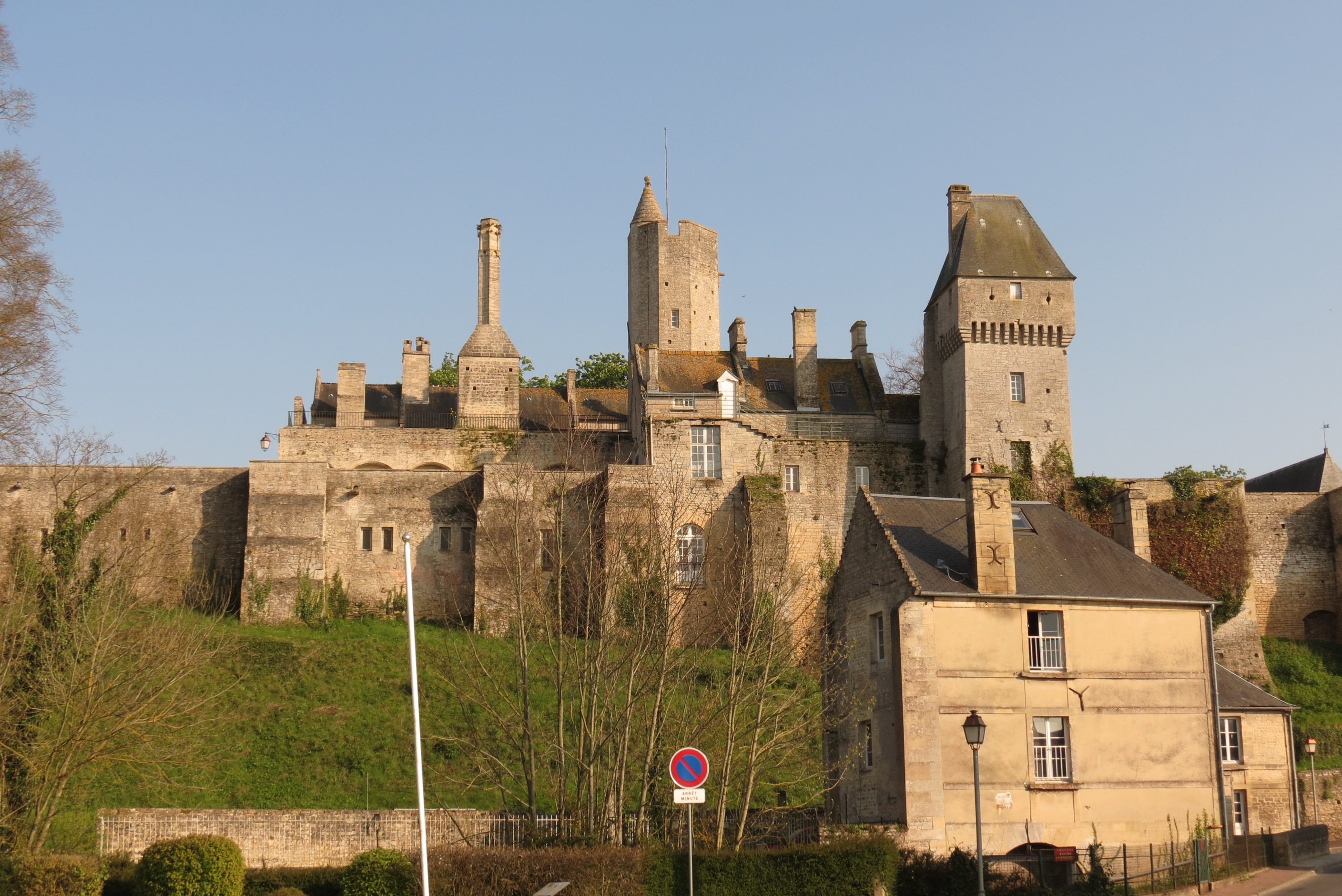
Château de Creully et remparts, vus de l'extérieur.

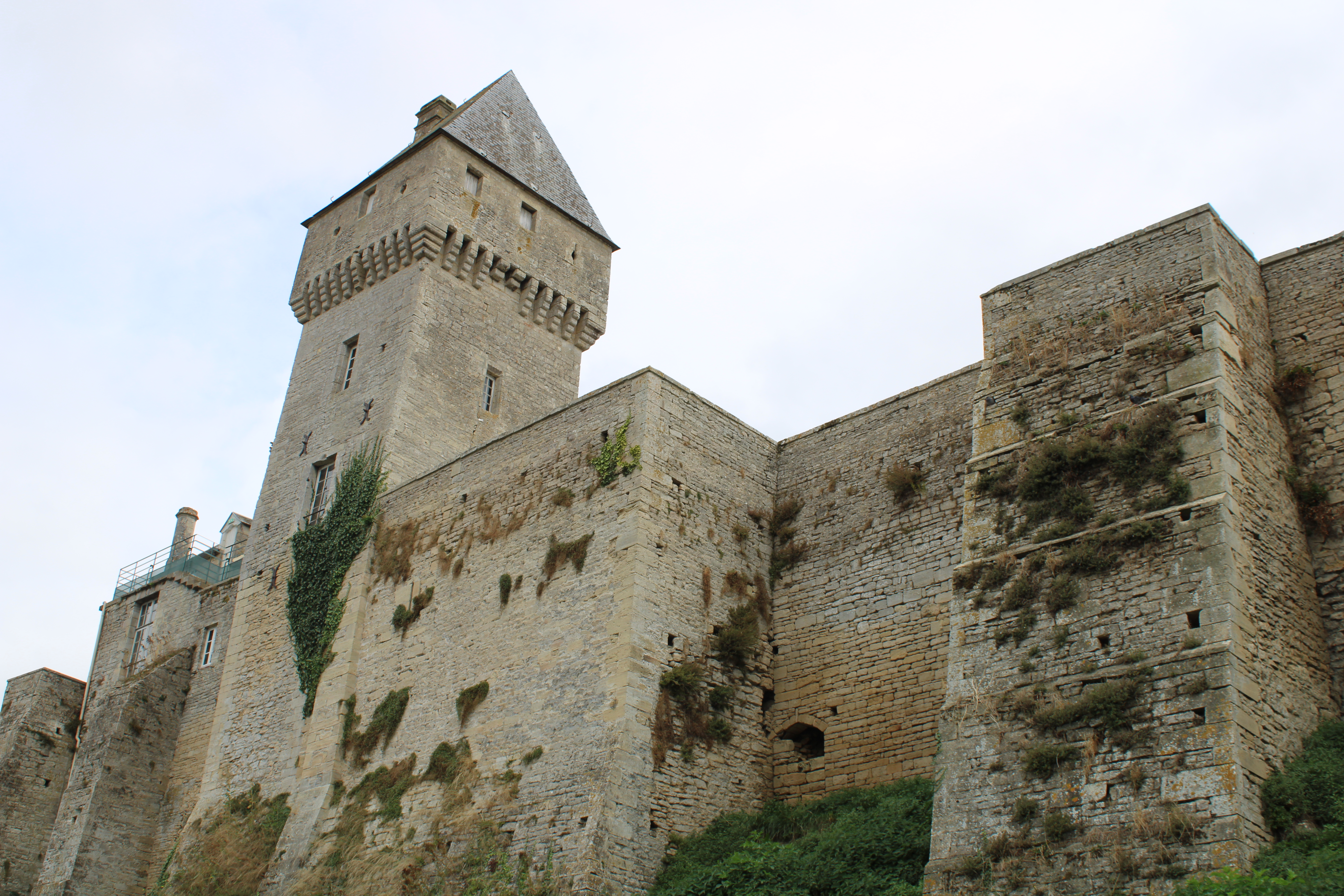
Le donjon.

Au début de la guerre de Cent Ans, Richard de Creully perd sa baronnie. En 1356, le château démantelé par Richard et tout de même pris par les Anglais du duc de Lancastre, Henri de Grosmont. Ce même Richard le reprend deux ans plus tard à la garnison navarraise de Philippe d'Évreux et en renforce les défenses dans les années qui suivent. Il rehausse (ou reconstruit) le grand donjon carré couronné de mâchicoulis, posé sur la courtine nord.

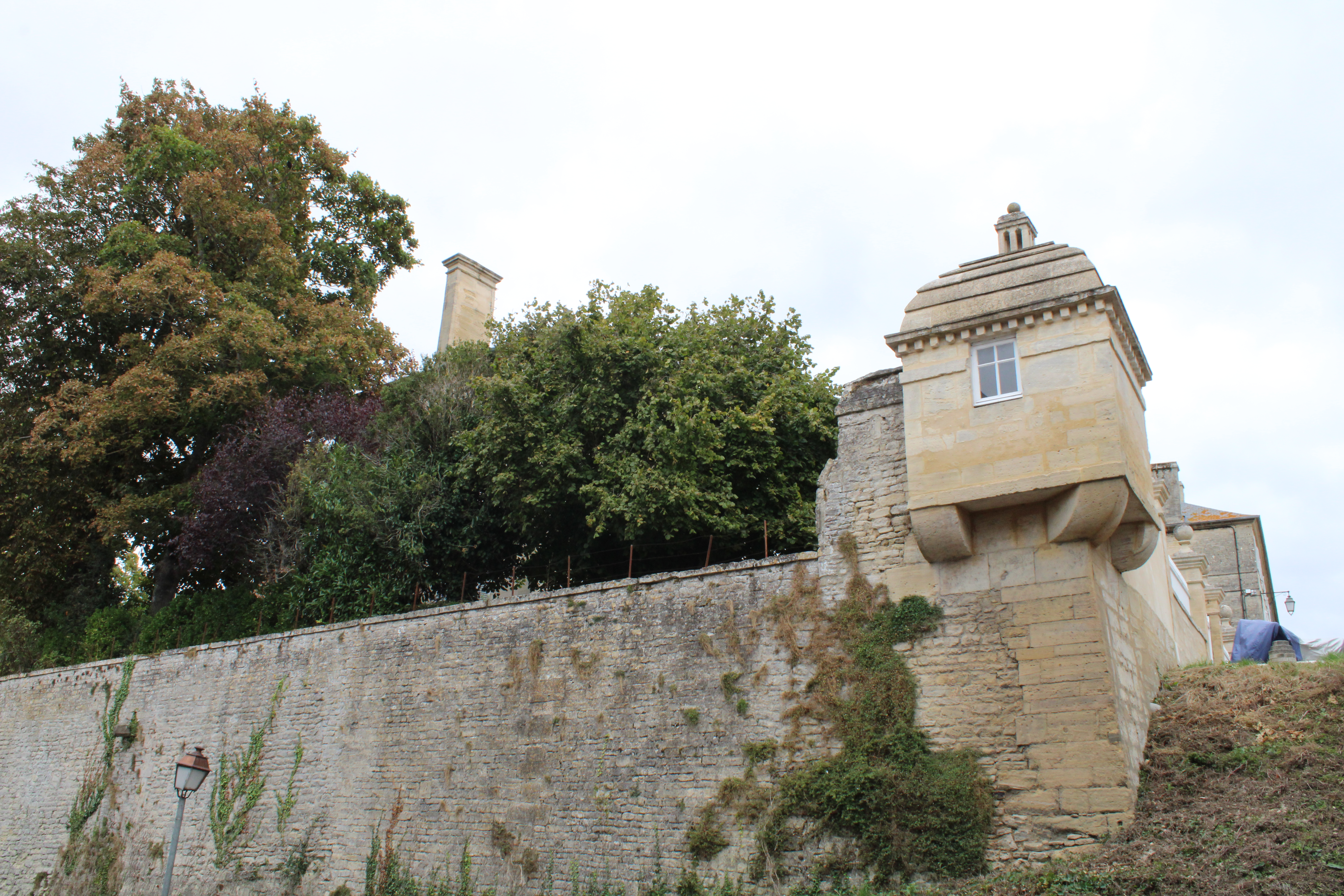
Une échauguette.

En 1417, Henri V d'Angleterre donne le château à un chevalier anglais. En 1450, après la victoire française de Formigny, le château fait retour au baron de Creully. Dans les années qui suivent est construite la tour octogonale avec son échauguette ; on fortifie la façade et on supprime les bâtiments susceptibles de mettre en danger les habitants en cas de siège : écuries, entrepôts, cuisines extérieures. Le château est ensuite démoli sur ordre de Louis XI en 1461, par jalousie. Une légende dit qu'en 1471, ce même roi, de passage à Creully, autorise sa reconstruction pour remercier les Creullois de leur accueil chaleureux.

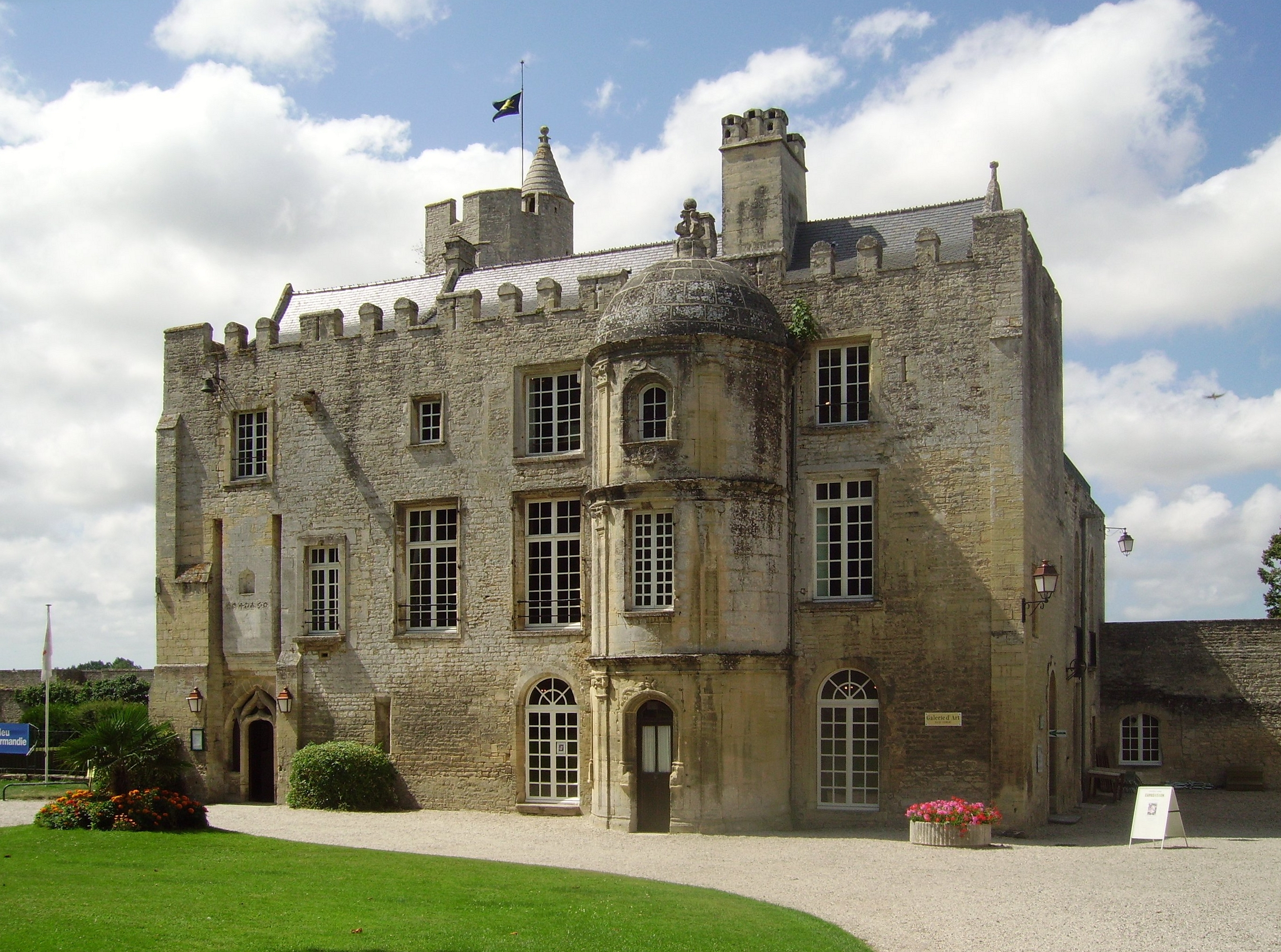
La façade Renaissance.

Le château traversera sans dommage les guerres de Religion. Son seigneur, Antoine de Sillans, qui a su préserver son domaine, transforme la vieille forteresse médiévale en une demeure plus agréable, et en profite pour accoler au logis et à la tour octogonale une façade Renaissance. S'ensuit le comblement du fossé intérieur et la destruction du pont-levis, la construction de la tourelle Renaissance et des grandes fenêtres « période de paix » sur la façade. Les communs, qui sont d'anciennes écuries, datent du XVIIe siècle.
En 1682, le dernier baron de Creully, Antoine V de Sillans, trop endetté, vend son château à Colbert, ministre de Louis XIV, qui meurt l'année suivante sans l'habiter.
Occupé par la descendance de Colbert de 1682 à 1789, le domaine est confisqué à la Révolution et vendu à différents propriétaires terriens.
À partir du 7 juin 1944, la tour carrée abrita pour peu de temps l'émetteur relais de la BBC, d'où furent diffusées les nouvelles de la bataille de Normandie, pendant laquelle, en juin 1944, Montgomery installa sa roulotte-quartier général, camouflée sous des meules de paille, dans le parc du château de Creullet, en face du château de Creully. En 1946, la commune de Creully acquiert le château.
Le château est loué le week-end pour divers événements.

## Description
Le vieux château féodal des XIIe, XIIIe et XIVe siècles a été habillé d'une façade Renaissance avec pilastres et des guirlandes.

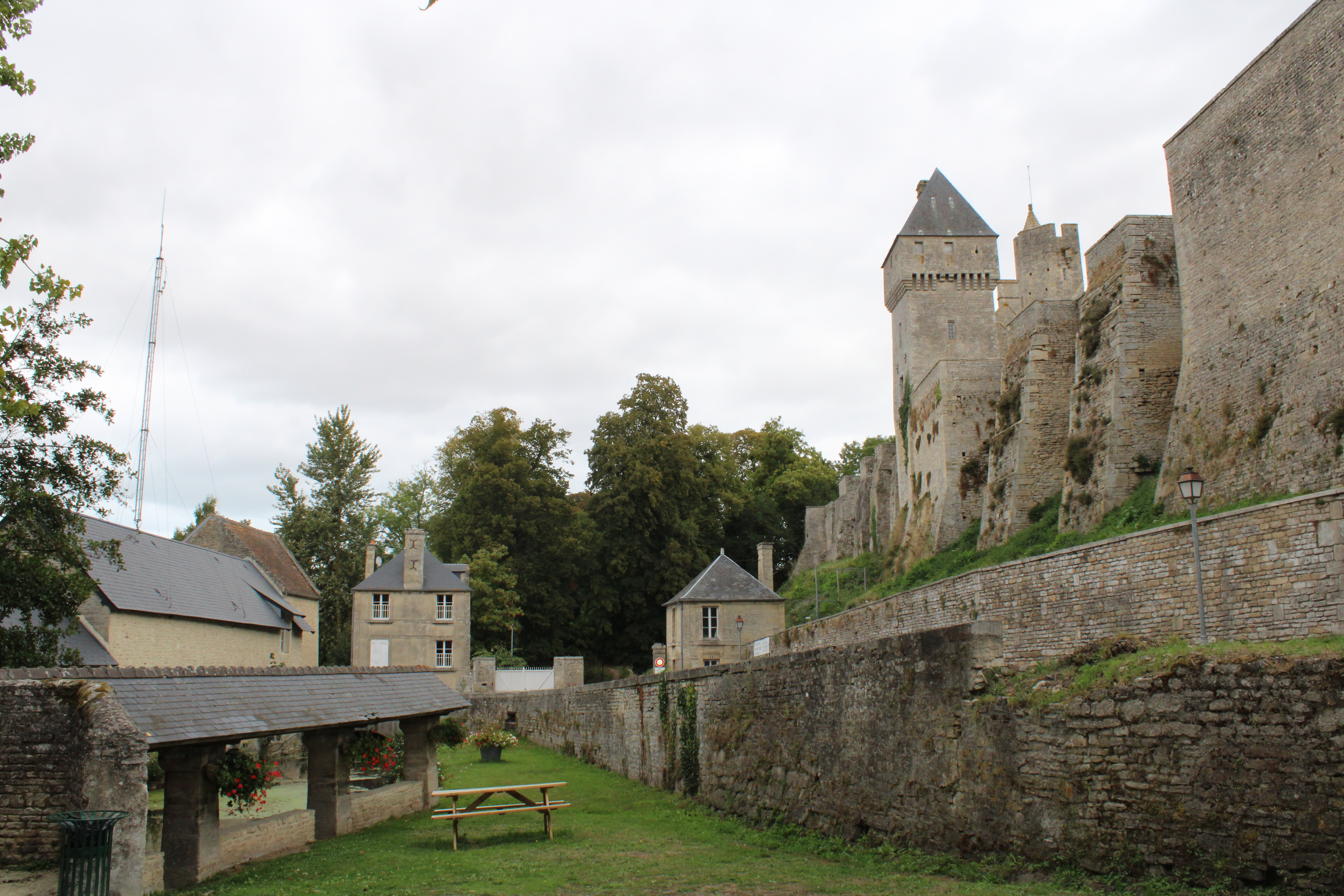
Remparts du château.

De son passé de place forte, il a conservé sa grande enceinte de plan quadrangulaire, dressée au-dessus des fossés, ses puissantes tours-contreforts carrées de flanquement, surtout côté nord en direction de la Seulles, et une haute tour carrée couronnée de mâchicoulis. Le pont-levis devant l’entrée du donjon a été détruit au plus tard au XVIe ou XVIIe siècle.

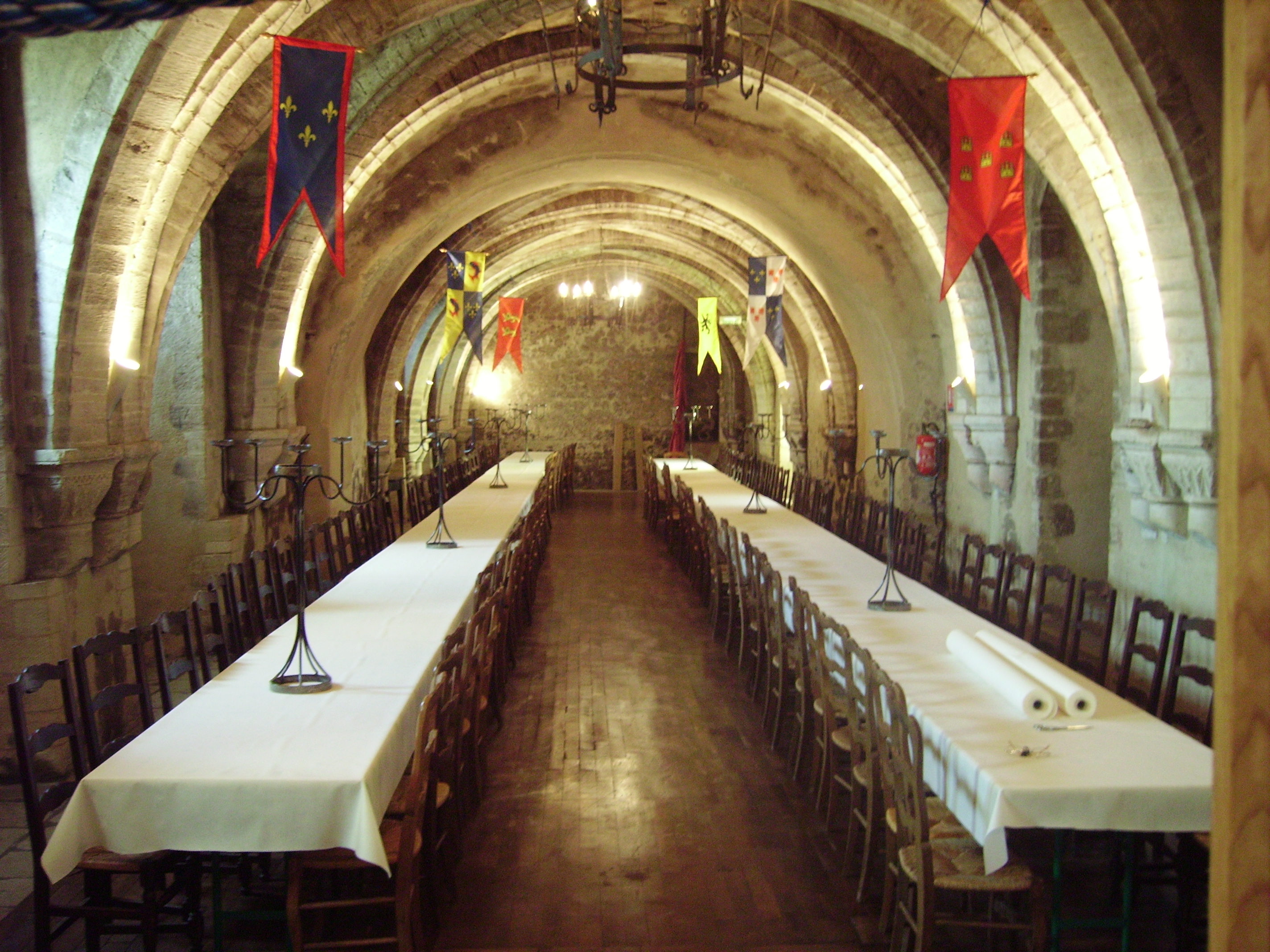
L'une des grandes salles.

Le logis principal crénelé du XVIe siècle renferme au rez-de-chaussée deux salles romanes voûtées en berceau de la fin du XIIe siècle (salle des Chevaliers),. Il est flanqué, dans l'angle nord-ouest, d'une haute tour polygonale surmontée d'une guette du XVe siècle, accolée au donjon rectangulaire de 13 × 18 m couronné de mâchicoulis, bâti après 1358 par Richard de Creully en même temps qu'il relevait le château de sa ruine par les Anglais. On peut encore voir, sur sa face ouest, noyé dans la maçonnerie, un arc de fenêtre à décor roman. Remanié entre 1578 et 1641, le donjon est alors flanqué sur sa façade sud d'une tourelle d'escalier circulaire.
On accède au logis par une ancienne barbacane précédée d'un pont-levis. Le logis et l'écurie furent élevés par les Sillans aux XVIe et XVIIe siècles.

## Protection
Le château, avec l'ensemble de ses constructions et de son assiette foncière, en totalité, est classé au titre des monuments historiques par arrêté du 25 juin 2004.